# Macrobrachium panamense
Macrobrachium panamense är en kräftdjursart som beskrevs av Rathbun 1912. Macrobrachium panamense ingår i släktet Macrobrachium och familjen Palaemonidae. Inga underarter finns listade i Catalogue of Life.